# A Story About My Uncle
A Story About My Uncle là một game phiêu lưu của nhà phát triển độc lập Gone North Games và được hãng Coffee Stain Studios phát hành vào năm 2014. Ban đầu game do các sinh viên của Đại học Södertörn phát triển vào năm 2012, với bản phát hành chính thức vào tháng 5 năm 2014 cho Microsoft Windows, và ba năm sau cho macOS và Linux. Trò chơi được phát triển lại một cách chuyên nghiệp sau khi hợp tác với Coffee Stain Studios.
A Story About My Uncle được chơi từ góc nhìn người thứ nhất, và người chơi sẽ làm một chuyến hành trình trong game bằng cách sử dụng những tảng đá nổi. Theo trang tổng hợp kết quả đánh giá Metacritic, trò chơi nhận được nhiều ý kiến trái chiều. Game được đề cử cho giải thưởng Trò chơi của Năm (Game of the Year) tại Giải thưởng Game Thụy Điển năm 2012.

## Lối chơi và cốt truyện
A Story About My Uncle thuộc thể loại phiêu lưu. Chơi dưới dạng góc nhìn người thứ nhất, sử dụng các yếu tố của thể loại game platform lấy bối cảnh thế giới của những tảng đá trôi nổi trên cao. Người chơi đang tìm kiếm chú Fred (Uncle Fred).
Game tập trung vào chú Fred của người kể chuyện, khi người tường thuật kể chuyện đêm khuya cho một đứa con nít nghe. Chú Fred được mô tả là "một nhà khoa học lỗi lạc – phiên bản hay thay đổi và điềm đạm của chú Quentin trong bộ truyện Famous Five". Một tấm bảng nằm trong ngôi nhà bỏ hoang của người kể chuyện cho người chơi biết rằng Fred đã xây dựng một hệ thống xử lý chất thải, có thể hình dung được điều khiển bằng ánh sáng sao. Sau phần nền truyện này, game khởi đầu với người kể chuyện khi còn là một đứa trẻ bước chân vào "chiều không gian xử lý chất thải" trên đường đi kiếm ông chú của mình. Người chơi theo chân nhân vật người chú thông qua môi trường trò chơi, với nhân vật người chơi có một bộ đồ được trang bị "móc câu ma thuật và bộ giảm sốc" giúp nhân vật người chơi không bị thương khi tiếp đất. Về sau này, người chơi sẽ tìm thấy và có thể sử dụng đôi ủng gắn động cơ phản lực, cho phép di chuyển xa hơn chỉ trong một lần nhảy mà thôi.

## Phát triển
Theo Sebastian Eriksson, người đồng sáng lập Gone North Games và một trong những lập trình viên của công ty, những ý tưởng ban đầu trong quá trình phát triển tựa game này là "về cơ bản dùng trọng lực thử sức trong thế giới này – bạn xoay nó lộn ngược". Eriksson "đã mày mò với cơ chế nhằm đẩy mình vào trong trò chơi bẻ cong trọng lực này"; cuối cùng đã trở thành cơ chế chính trong game và trò chơi được làm xoay quanh tâm điểm đấy. Nhóm sinh viên phát triển A Story About My Uncle đã phải "tự học cách sử dụng phần mềm phát triển trò chơi" Unreal Engine vì họ không có nhiều kinh nghiệm trong lĩnh vực trò chơi điện tử.
Trò chơi được phát triển trong ba tháng vào năm 2012, bằng bộ phát triển game Unreal Engine Unreal Development Kit, do một nhóm nhỏ sinh viên tại Đại học Södertörn thực hiện. Vốn phát triển dành cho một cuộc tranh tài, nhóm sinh viên đại học được giao nhiệm vụ xây dựng một "tựa game góc nhìn người thứ nhất không bạo lực bằng Unreal Engine". Nhóm sinh viên Södertörn tiếp tục thành lập studio trò chơi điện tử của riêng họ có tên là Gone North Games. Theo lời Sebastian Zethraeus, họ đã học cách sử dụng bộ engine này trong vòng mười tuần và bắt tay vào làm thử một nguyên mẫu trong suốt thời gian đó; ông cho biết họ "tự hào về trò chơi này vào lúc đấy, nhưng giờ đây mắt chúng tôi rớm lệ khi chúng tôi nhìn vào đó".
A Story About My Uncle được phát hành lần đầu tiên vào ngày 30 tháng 7 năm 2012 dưới dạng bản demo miễn phí; bản demo được đề cử Game of the Year (Trò chơi của Năm) tại Lễ trao giải Game Thụy Điển. Nhà phát triển Gone North Games sau đó đã hợp tác với Coffee Stain Studios để phát hành tựa game này vào ngày 28 tháng 5 năm 2014, trên Steam, phát triển lại một cách chuyên nghiệp với sự cộng tác của Coffee Stain Studios. Game được phát hành vào ngày 28 tháng 5 năm 2014 cho Microsoft Windows, và vào ngày 12 tháng 5 năm 2017 cho macOS và Linux.
Nhóm sinh viên phát triển game của Gone North Games, cùng với Coffee Stain Studios, đã đánh bóng trò chơi này bằng cách "làm lại mọi thứ từ mắt xích đến khâu lồng tiếng cho đến chính mã lập trình". Sebastian Eriksson cho biết việc được đề cử danh hiệu Trò chơi của Năm, và nhận được phản hồi từ những người chơi đầu tiên, đã khiến nhóm hoàn thiện được tựa game này.

## Đón nhận
Metacritic, sử dụng mức trung bình có trọng số, đã gán cho trò chơi số điểm 73 trên 100, dựa trên 24 lời phê bình, chỉ ra "đánh giá trái chiều hoặc trung bình". Tính đến tháng 12 năm 2019, trò chơi đã nhận được đánh giá "Rất tích cực" bởi hơn 10.150 đánh giá trên Steam.
Stephen Dunne của GodisaGeek viết rằng "Một số [người chơi] có thể thấy A Story About My Uncle quá dễ ợt, một số người có thể thấy đâm ra khó chịu", thế nhưng "hầu hết sẽ đắm chìm trong thế giới kỳ ảo luôn rực rỡ và lôi cuốn của nó". Ben Griffin của PC Gamer nêu nhận xét tựa game này "nhanh gọn, trôi chảy và thú vị". Cassidee Moser của CGMagazine khen ngợi game vì "được tạo dựng và có tiến độ khá tốt", nói thêm rằng "môi trường rất đa dạng và được làm khá đẹp mắt" và "bản thân câu chuyện này là một chuyến phiêu lưu kỳ diệu vui tươi, nên thơ".
Kyle Hilliard của Game Informer cũng thấy game thật thư thái, nhưng gợi ý rằng điều này "trái ngược với độ khó ở cuối game", và thật khó hiểu trò chơi định nhắm vào đối tượng nào.
Năm 2012, A Story About My Uncle được nhận đề cử danh hiệu Trò chơi của Năm (Game of the Year) tại Giải thưởng Game Thụy Điển.